# Батово (Чайниче)
Батово (серб. Батово, босн. Batovo) — населенный пункт (деревня) в общине Чайниче, который принадлежит энтитету Республике Сербской, Босния и Герцеговина. По результатам югославской переписи населения 1991 года в Батово проживало 168 человек.

## Население
В населении деревни преобладают мусульмане (боснийцы).
| 1961                           | 1971 | 1981 | 1991 | - | - | - |
| ------------------------------ | ---- | ---- | ---- | - | - | - |
| 204                            | 174  | 195  | 168  | - | - | - |
| Гистограмма динамики населения |      |      |      |   |   |   |